# Coautor (derecho)
Un coautor es el que realiza conjuntamente un delito por varias personas que colaboran consciente y voluntariamente. Mir Puig entiende que los coautores son además de los que ejecutan en sentido formal los elementos del tipo, los que aportan una parte esencial de la realización del plan durante la fase ejecutiva.[cita requerida]
A diferencia de la conspiración, en la coautoría el coautor interviene en la ejecución del hecho delictivo.
En la coautoría se aplica el principio de imputación recíproca de las aportaciones ajenas del delito. Este principio implica que los hechos realizados por cada coautor son imputables al resto, de esta manera se considera a cada uno de los coautores como autor de la totalidad.

## Elementos
Se puede dividir la coautoría en elementos subjetivos y objetivos:

### Elementos subjetivos
Los elementos subjetivos se basan en el acuerdo de voluntades que convierte en partes de un plan global unitario las distintas aportaciones, que se vinculan recíprocamente.
Los requisitos son:
1. El hecho que se realice conjuntamente ha de ser típico.
2. Debe de estar prevista la colaboración entre los coautores para alcanzar la finalidad.
3. El hecho debe de ser recíproco.

El acuerdo puede ser previo, simultáneo, expreso o tácito. No puede ser presunto.
Cabe la coautoría adhesiva que es cuando el acuerdo surge durante la ejecución. También cabe la coautoría sucesiva, que se produce cuando alguien suma su comportamiento al ya realizado por otro, a fin de lograr la conclusión de un delito cuyos actos ejecutivos ya habían sido realizados parcialmente por éste.
Hay un dolo común que abarca el conocimiento y voluntad de realizar el tipo conjuntamente.

### Elementos objetivos
El elemento objetivo está basado en el condominio funcional del hecho que se subsume en la conducta típica. 
Asimismo, la conducta del coautor se plasma en la última fase del iter criminis, es decir, en la parte inmediatamente anterior a la consumación del delito.
Muñoz Conde diferencia entre coautoría ejecutiva y no ejecutiva.[cita requerida] La ejecutiva se divide en directa, en la cual realizan los actos ejecutivos todos los coautores; y coautoría ejecutiva parcial en la que se reparten las tareas ejecutivas.
Es posible que en el momento de la ejecución del hecho delictivo no estén todos los coautores presentes porque se ha producido un reparto de papeles. 
El dominio del hecho lo tienen todos los coautores. Y que el simple acuerdo de voluntades no basta, ya que se debe de contribuir de alguna manera a la producción del hecho delictivo. 
Cada coautor solo responde del hecho que previamente han acordado producir y no de lo que no hayan consentido todos previamente.
- Datos: Q25414511